# Alberto Crespo
Alberto Augusto Crespo va ser un pilot de curses automobilístiques argentí que va arribar a disputar curses de Fórmula 1.
Alberto Crespo va néixer el 16 de gener del 1920 a Buenos Aires, Argentina i va morir el 14 d'agost del 1991 a Buenos Aires, Argentina.

## A la F1
Va debutar a l'última cursa de la tercera temporada de la història del campionat del món de la Fórmula 1, la corresponent a l'any 1952, disputant el 7 de setembre el GP d'Itàlia al circuit de Monza.
Alberto Crespo va participar en aquesta única cursa puntuable pel campionat de la F1, no aconseguint classificar-se i no va poder disputar la cursa.

## Resultats a la Fórmula 1
| 1952 | Enrico Platé | Maserati | Maserati/Platé | SUI \| 500 \| BEL \| FRA \| GBR \| ALE \| HOL \| bgcolor="#FFCFCF"\| ITA NVQ | - | 0 |

### Resum
| Curses: | Victòries: | Pòdiums: | Poles: | Voltes ràpides: | Punts: |
| ------- | ---------- | -------- | ------ | --------------- | ------ |
| 1       | 0          | 0        | 0      | 0               | 0      |